# New Zealand Railways Department
Das New Zealand Railways Department (NZR) war eine 1880 gegründete Abteilung der neuseeländischen Regierung, die für Planung, Bau und Unterhaltung des neuseeländischen Eisenbahnnetzes verantwortlich zeichnete. Unter dem Druck finanzieller Verluste wurde das Department 1982 privatisiert und in die New Zealand Railways Corporation (NZRC) überführt.

## Geschichte
Der Bau einer ersten Eisenbahnlinie begann in Neuseeland im Jahre 1860. Sie war 6,5 km lang und führte von Christchurch nach Ferrymead, einem kleinen Vorort von Christchurch. Die Linie wurde 1863 eröffnet. Weitere kleinere Linien, wie die von Invercargill nach Bluff 1867 und die von Dunedin nach Port Chalmers 1873 folgten. Der Durchbruch für den neuseeländischen Eisenbahnbau kam aber erst durch den 1870 entwickelten Plan des damaligen Finanzministers Julius Vogel, der durch Investitionen und Anwerbung von Immigranten als Arbeiter den Straßenbau und den Eisenbahnbau vorantrieb. Damit wurde der Eisenbahnbau mehr und mehr auch die Sache der Kolonialverwaltung.
Als 1876 die Provinzen abgeschafft wurden, kam das Eisenbahnwesen unter Regierungskontrolle und wurde dem Department of Public Works unterstellt. 1878 setzte der Minister zwei Railway Commissioners ein, je einen für die Nordinsel und die Südinsel. 1880 folgte die Gründung des New Zealand Railways Department. Die Eisenbahnlinien wurden anfangs durch das Public Works Department gebaut und danach für den Betrieb an das neu geschaffene Department übergeben. Erst 1895 wurde das New Zealand Railways Department durch die Zuordnung eines eigenen Ministers eigenständig.
Ab 1920 begann sich die finanzielle Situation des neuseeländischen Eisenbahnwesens stetig zu verschlechtern. 1945 wurden erstmals Verluste verzeichnet. In den Folgejahren bis 1970 konnten sich Verluste und Gewinne über einen Mehrjahreszeitraum gesehen immer noch die Waage halten. Nach 1970 nahmen die Verluste im Betrieb des Eisenbahnnetzes jedoch dramatisch zu. Unter dem Druck der Öffentlichkeit wurde der Eisenbahnbetrieb 1982 privatisiert und die New Zealand Railways Corporation gegründet, die damit die Aufgaben des New Zealand Railways Department übernahm. 
Mit dem State-Owned Enterprises Act von 1986 bekam die New Zealand Railways Corporation  offiziell den Status State-Owned Enterprise (staatseigenes Unternehmen).

## Rollmaterial
1936 war die Gesellschaft im Besitz von 565 Lokomotiven, 2 Triebwagen, 1485 Personenwagen, 493 Gepäckwagen und 23 398 Güterwagen.